# Rhytidoponera litoralis
Rhytidoponera litoralis är en myrart som beskrevs av Ward 1984. Rhytidoponera litoralis ingår i släktet Rhytidoponera och familjen myror. Inga underarter finns listade i Catalogue of Life.